# Xenortholitha euchora
Xenortholitha euchora là một loài bướm đêm trong họ Geometridae.